# Stachytarpheta adulterina
Stachytarpheta adulterina là một loài thực vật có hoa trong họ Cỏ roi ngựa. Loài này được Urb. & Ekman miêu tả khoa học đầu tiên năm 1929.